# Pokémon Trading Card Game (jeu vidéo)
 (octobre 2018).
Si vous disposez d'ouvrages ou d'articles de référence ou si vous connaissez des sites web de qualité traitant du thème abordé ici, merci de compléter l'article en donnant les références utiles à sa vérifiabilité et en les liant à la section « Notes et références ».
Pokémon Trading Card Game, à sa sortie au Japon Pokémon Card GB (ポケモンカードGB, Pokemon Kādo Jī Bī), est un jeu vidéo adaptant sur Game Boy Color le jeu de cartes éponyme, lui-même inspiré des jeux vidéo Pokémon. Développé par Hudson Soft et édité par Nintendo, il sort au Japon en décembre 1998, en Amérique du Nord en avril 2000 et en Europe en décembre 2000. Le jeu propose les trois premiers sets du jeu de cartes ainsi que quelques cartes qui lui sont spécifiques.
Ce jeu a connu une suite, Pokémon Card GB2: Here Comes Team Great Rocket! (ポケモンカードGB2　GR団参上！, Pokemon Kādo Jī Bī 2: Great Rocket-Dan Sanjō!), sortie uniquement au Japon en mars 2001. Il y est notamment possible de jouer avec un personnage féminin du nom de Mint.